# Sanja Ilić
Pour les articles homonymes, voir Ilić.
Aleksandar (Sanja) Ilić (en serbe : Александар (Сања) Илић), né le 27 mars 1951 à Belgrade et mort le 7 mars 2021 dans la même ville, est un compositeur et pianiste yougoslave puis serbe. 

## Biographie
Sanja Ilić est né le 27 mars 1951 à Belgrade en Yougoslavie. Son père était compositeur et son frère est musicien et membre du groupe Generacija 5. 
Il a étudié l'architecture à l'université de Belgrade. 
De 1971 à 1975, Sanja Ilić était pianiste au sein du groupe yougoslave San.
Il crée en janvier 1998 le groupe Balkanika, avec lequel il représente la Serbie lors du Concours Eurovision de la chanson 2018 à Lisbonne au Portugal avec la chanson Nova Deca à l'issue de la sélection nationale Beovizija. Le groupe parvient à se qualifier pour la finale et termine 19e.

### Famille
Sanja Ilić était marié à l'actrice et mannequin Zlata Petković jusqu'en 2012, année durant laquelle elle est décédée. Ils ont eu un enfant ensemble en 1984. 